# Upanixades
Os Upanixades, Upanissades e Upanichades (em sânscrito, उपनिषद् , Upaniṣad), são parte das escrituras Shruti hindus, que discutem religião e que são consideradas pela maioria das escolas do hinduísmo como instruções religiosas. Contêm também transcrições de vários debates espirituais, e 12 de seus 123 livros são considerados básicos por todos os hinduístas.
Surgiram como comentários sobre os Vedas, sua finalidade e essência, sendo portanto conhecidos como Vedānta ("o fim do Veda"). O termo Upanixade deriva das palavras sânscritas upa ("perto"), ni ("embaixo") e chad ("sentar"), representando o ato de sentar-se no chão, próximo a um mestre espiritual, para receber instrução. Os professores e estudantes são vistos em uma série de posições sentadas (o marido respondendo questões sobre imortalidade, um adolescente sendo ensinado pela morte, etc.). Às vezes, os sábios são mulheres, e, outras vezes, as instruções (ou antes, inspirações) são dadas por reis.
Estas obras se tornaram conhecidas no mundo ocidental, pela primeira vez, no início do século XIX, através de uma tradução feita do Persa para o Latim por Abraham Hyacinthe Anquetil-Duperron, que influenciou fortemente o pensamento do filósofo alemão Arthur Schopenhauer.

## Os Upanixades principais
Vários Upanixades são extensões ou explicações de cada um dos quatro Vedas (Rigveda, Yajurveda, Sāmaveda e Atharvaveda). Os mais antigos e mais longos dos Upanixades são o Bŗhadāraņyaka e o  Chhāndogya; os estudiosos divergem sobre a data em que foram escritos, as estimativas vão dos séculos XVI a VII a.C. A maioria concorda que muitos dos Upanishads mais antigos foram escritos antes do tempo de Buda. Inicialmente, havia mais de duzentos Upanishads, mas o filósofo Shankara considerou apenas quinze como básicos. Foram totalmente cadastrados apenas em 1656, por ordem de Dara Shakoh.
Estes tratos filosóficos e meditativos formam a "coluna vertebral" do pensamento hindu. Dos mais antigos Upanixades, o Aitareya e Kauşītāki pertencem ao Rigveda, Kena e Chhāndogya ao Samaveda, Īşa e Taittirīya e Bŗhadāraņyaka ao Yajurveda, e Praşna e Muņd.aka ao Atharvaveda.
Em adição, os Māṇḍūkyopaniṣad, Kaṭhopaniṣad, Svetāśvatāropaniṣad são muito importantes. Outros também incluem os Upanixades Mahānārāyaņa e Maitreyi como chaves.

## Origens
Colapsos escolares dos livros védicos vêem os quatro Vedas como liturgia poética, coletivamente chamados mantras ou sam.hitā-s, adoração e súplica a um tipo de noção monista e henoteísta dos Deuses/Deusas e uma principal Ordem (Ŗta) que transcendeu até mesmo os Deuses e originou-se da Única Fonte.
Os bramanas (brāhmaņas) eram uma coleção de instruções de ritual, livros detalhando as funções sacerdotais (que até então estavam primeiramente disponíveis a todos os homens, e passaram a ser um privilégio dos brâmanes). Estes vieram após os Mantras.
Então, temos os Upanixades, que consistem dos Aranyakas e Upanixades. Araņyaka significa "da floresta", e estes mais provavelmente cresceram como um tipo de rejeição súbita dos bramanas: detalham práticas meditativas iôguicas, contemplações do místico e os  múltiplos princípios manifestados. Os Upanixades basicamente reúnem todas as idéias místicas monísticas e universais que começaram nos antigos hinos védicos, e exerceram uma influência sem precedentes no resto da filosofia hindu e indiana. De qualquer maneira, por aderentes, eles não são considerados filosofia sozinhos, e formam meditações e ensinamentos práticos para aqueles avançados o bastante, para se beneficiarem da sua sabedoria.
Os Upanixades não dão nenhuma pista sobre quando nem quem compôs estes textos. Esta anonimidade enfatiza a natureza eterna das verdades neles contidas. Geralmente, críticas da tradição védica e hindu vão usar o termo bramânico para implicar um karma-kanda, ou modo de adoração baseado em rituais, uma palavra de padres que perde a visão de uma espiritualidade mais profunda. De qualquer jeito, é amplamente reconhecido que aqueles que escreveram os místicos versos dos Upanixades foram, com toda a probabilidade, brâmanes também.

## Conteúdo
O Upanixade Taittiriya diz o seguinte, em seu nono capítulo:
| “ | Aquele que conhece a felicidade de Brahma, de onde retrocedem todas as palavras, como também a mente, sem alcançá-la, não tem medo de ninguém que for. Ele não aflige-se com o pensamento: "Por que não o fiz certo? Por que fiz o pecado?". Quem quer que conheça isso considera ambos estes como Atman: certamente ele aprecia ambos estes como Atman. Este, assim, é o Upanixade, a sabedoria secreta de Brahman. | ” |

Os Upanixades contêm informações sobre crenças básicas hindus, incluindo crença em uma alma mundial, um espírito universal, Brahman, e uma alma individual, Atman. Uma variedade de deuses menores são vistos como aspectos deste único campo divino impessoal, Brahman (e não Brahma).  Brahman é o definitivo, tanto transcendente quanto imanente, a existência infinita e absoluta, a somatória total do que é, foi e será. Brahman não é um Deus no sentido monoteístico, tanto que ele não é saturado com nenhuma característica limitante, nem aquelas dos que são ou não são, e isto é refletido no fato de que, em sânscrito, a palavra brahman é de gênero neutro (ao invés de masculino ou feminino).
"Quem é que sabe?" "O que faz pensar a minha mente?" "A vida tem um propósito, ou ela é somente governada pela chance?" "Qual é a causa do cosmo?" Os sábios dos Upanixades tentam resolver esses mistérios e procurar conhecimento de uma realidade além do pensamento comum. Eles também mostram uma preocupação com os estados de consciência, e observaram e analisaram sonhos, tanto quanto sonos sem sonho.

### A filosofia das Upanixades
Por causa da sua natureza mística e intensamente filosófica que anula todo o ritual e completamente abraça os princípios de um Brahman e um Atman interior, os Upanixades têm um sentimento universal que levaram à sua explicação em numerosas maneiras, dando origem às três escolas de Vedanta.
Para somar todos os Upanixades em só uma frase, seria तत् त्वं असि , Tat Tvam Asi: "Tu és Aquilo". Ao final, o definitivo, sem forma, inconcebível Brahman é o mesmo que nossas almas, Atman. Nós só precisamos percebê-lo através da discriminação e perfurando através do Maya.
Uma citação distintiva que é indicativo da chamada para a autorrealização, uma que inspirou Somerset Maugham a intitular o que ele escreveu sobre Christopher Isherwood, é a seguinte: 
| “ | Levante-se! Acorde! Procure a orientação de um professor Iluminado e realize o EU. Afiado como a extremidade de uma navalha é o caminho, dizem os sábios, difícil de atravessar. --- Deus da Morte (Yama) instruindo Nachiketas na Katha (Palavra) Upanishad. | ” |

As Upanixades também contêm as primeiras e mais definitivas explicações de aum como a palavra divina, a vibração cósmica que está por baixo de toda a existência e que contém múltiplas trindades de seres e princípios subsomados ao seu Único EU. O Isha (que significa "Senhor") diz, do EU:
| “ | Quem quer que veja todos os seres na alma, e a alma em todos os seres, não se afasta para longe disso. No qual todos os seres se tornaram alguém com a alma instruída, que ilusão ou tristeza existe para aquele que vê unidade? Este encheu tudo. Este é radiante, incorpóreo, invulnerável, sem tendões, puro, intocado pelo mal. Sábio, inteligente, que cerca, autoexistente, este organiza objetos ao longo da eternidade. | ” |

नैव चिन्त्यं न चाचिन्त्यं न चिन्त्यं चिन्त्यमेव च ।  पक्षपातिविनमुर्क्तं ब्रह्म सम्पद्यते तदा ॥
naiva cintyaṁ na cācintyaṁ na cintyaṁ cintyameva ca |  pakṣapātavinirmuktaṁ brahma sampadyate tadā ||
"[O Ser] não é concebível [pois não é um objeto];  nem é inconcebível [pois não cabe no pensar]. 
Embora não possa ser objeto do pensar, deve-se   meditar nele [como a fonte da Plenitude]. 
O Ser,  livre de conceitos, é assim alcançado [conhecido]." Amṛtabindūpaniṣad , 6 ।
Oṁ śāntiḥ śāntiḥ śāntiḥ: esta expressão também é encontrado primeiramente nos Upanixades. É a chamada para a tranquilidade, para a quietude divina, para a paz perpétua.

## Lista das Upanixades
- Īşa = Şukla Yajurveda, Mukhya Upanişad (O Regente Interior)
- Kena  = Sāmaveda, Mukhya Upanişad (Quem move o mundo?)
- Katha = Kŗşņa Yajurveda, Mukhya Upanişad: ver Kaṭha Upanişad (A Morte como Mestre)
- Praşna = Atharvaveda, Mukhya Upanişad (O Alento da Vida)
- Muņd.aka = Atharvaveda, Mukhya Upanişad (Duas formas de Conhecimento)
- Māņd.ukya = Atharvaveda, Mukhya Upanişad  (A Consicência e suas fases)
- Taittirīya = Kŗşņa Yajurveda, Mukhya Upanişad : ver Taittiriya Upanişad (Da Comida para a Alegria)
- Aitareya = Ŗgveda, Mukhya Upanişad : ver Aitareya Upanişad (O Microcosmo do Homem)
- Chhāndogya = Sāmaveda, Mukhya Upanişad (Canção e Sacrifício)
- (10) Bŗhadāraņyaka = Şukla Yajurveda, Mukhya Upanişad
- Brahma = Kŗşņa Yajurveda, Sa.nnyāsa Upanişad
- Kaivalya = Kŗşņa Yajurveda, Şaiva Upanişad
- Jābāla (Yajurveda) = Şukla Yajurveda, Sa.nnyāsa Upanişad
- Şvetāşvatara = Kŗşņa Yajurveda, Sāmānya Upanişad (As Faces de Deus)
- Ha.nsa = Şukla Yajurveda, Yoga Upanişad
- Āruņeya = Sāmaveda, Sa.nnyāsa Upanişad
- Garbha = Kŗşņa Yajurveda, Sāmānya Upanişad
- Nārāyaņa = Kŗşņa Yajurveda, Vaişņava Upanişad
- Paramahamsa = Şukla Yajurveda, Sa.nnyāsa Upanişad
- (20) Amṛta-bindu = Kŗşņa Yajurveda, Yoga Upanişad
- Amŗta-nāda = Kŗşņa Yajurveda, Yoga Upanişad
- Atharva-şira = Atharvaveda, Şaiva Upanişad
- Atharva-şikha = Atharvaveda, Şaiva Upanişad
- Maitrāyaņi = Sāmaveda, Sāmānya Upanişad: veja Maitrayaniya Upanişad
- Kauşītāki = Ŗgveda, Sāmānya Upanişad
- Bŗhajjābāla = Atharvaveda, Şaiva Upanişad
- NŗsiMhatāpanī =  Atharvaveda, Vaişņava Upanişad
- Kālāgnirudra = Kŗşņa Yajurveda, Şaiva Upanişad
- Maitreyi = Sāmaveda, Sa.nnyāsa Upanişad
- (30) Subāla = Şukla Yajurveda, Sāmānya Upanişad
- Kşurika = Kŗşņa Yajurveda, Yoga Upanişad
- Māntrika = Şukla Yajurveda, Sāmānya Upanişad
- arva-sāra = Kŗşņa Yajurveda, Sāmānya Upanişad
- Nirālamba = Şukla Yajurveda, Sāmānya Upanişad
- Şuka-rahasya = Kŗşņa Yajurveda, Sāmānya Upanişad
- Vajra-sūchi = Sāmaveda, Sāmānya Upanişad
- Tejo-bindu = Kŗşņa Yajurveda, Sa.nnyāsa Upanişad
- Nāda-bindu = Ŗgveda, Yoga Upanişad
- Dhyānabindu = Kŗşņa Yajurveda, Yoga Upanişad
- (40) Brahmavidyā = Kŗşņa Yajurveda, Yoga Upanişad
- Yogatattva = Kŗşņa Yajurveda, Yoga Upanişad
- Ātmabodha = Ŗgveda, Sāmānya Upanişad
- Parivrāt (Nāradaparivrājaka) = Atharvaveda, Sa.nnyāsa Upanişad
- Tri-şikhi = Şukla Yajurveda, Yoga Upanişad
- Sītā = Atharvaveda, Şākta Upanişad
- Yogachūdāmaņi = Sāmaveda, Yoga Upanişad
- Nirvāņa = Ŗgveda, Sa.nnyāsa Upanişad
- Maņd.alabrāhmaņa = Şukla Yajurveda, Yoga Upanişad
- Dakşiņāmūrti = Kŗşņa Yajurveda, Şaiva Upanişad
- (50) Şarabha = Atharvaveda, Şaiva Upanişad
- Escanda (Tripād.vibhūţi) = Kŗşņa Yajurveda, Sāmānya Upanişad
- Mahānārāyaņa = Atharvaveda, Vaişņava Upanişad
- Advayatāraka = Şukla Yajurveda, Sa.nnyāsa Upanişad
- Rāmarahasya = Atharvaveda, Vaişņava Upanişad
- Rāmatāpaņi = Atharvaveda, Vaişņava Upanişad
- Vāsudeva = Sāmaveda, Vaişņava Upanişad
- Mudgala = Ŗgveda, Sāmānya Upanişad
- Şāņd.ilya = Atharvaveda, Yoga Upanişad
- Pai.ngala = Şukla Yajurveda, Sāmānya Upanişad
- (60) Bhikşuka = Şukla Yajurveda, Sa.nnyāsa Upanişad
- Mahat = Sāmaveda, Sāmānya Upanişad
- Şārīraka = Kŗşņa Yajurveda, Sāmānya Upanişad
- Yogaşikhā = Kŗşņa Yajurveda, Yoga Upanişad
- Turīyātīta = Şukla Yajurveda, Sa.nnyāsa Upanişad
- Sa.nnyāsa = Sāmaveda, Sa.nnyāsa Upanişad
- Paramahamsa-parivrājaka = Atharvaveda, Sa.nnyāsa Upanişad
- Akşamālika = Ŗgveda, Şaiva Upanişad
- Avyakta = Sāmaveda, Vaişņava Upanişad
- Ekākşara = Kŗşņa Yajurveda, Sāmānya Upanişad
- (70) Annapūrņa = Atharvaveda, Şākta Upanişad
- Sūrya = Atharvaveda, Sāmānya Upanişad
- Akşi = Kŗşņa Yajurveda, Sāmānya Upanişad
- Adhyātmā = Şukla Yajurveda, Sāmānya Upanişad
- Kuņd.ika = Sāmaveda, Sa.nnyāsa Upanişad
- Sāvitri = Sāmaveda, Sāmānya Upanişad
- Ātmā = Atharvaveda, Sāmānya Upanişad
- Pāşupata = Atharvaveda, Yoga Upanişad
- Parabrahma = Atharvaveda, Sa.nnyāsa Upanişad
- Avadhūta = Kŗşņa Yajurveda, Sa.nnyāsa Upanişad
- (80) Tripurātapani =  Atharvaveda, Şākta Upanişad
- Devi = Atharvaveda, Şākta Upanişad
- Tripura =  Ŗgveda, Şākta Upanişad
- Katharudra = Kŗşņa Yajurveda, Sa.nnyāsa Upanişad
- Bhāvana =  Atharvaveda, Şākta Upanişad
- Rudra-hŗdaya = Kŗşņa Yajurveda, Şaiva Upanişad
- Yoga-kuņd.alini = Kŗşņa Yajurveda, Yoga Upanişad
- Bhasma =  Atharvaveda, Şaiva Upanişad
- Rudrākşa = Sāmaveda, Şaiva Upanişad
- Gaņapati =  Atharvaveda, Şaiva Upanişad
- (90) Darşana = Sāmaveda, Yoga Upanişad
- Tārasāra = Şukla Yajurveda, Vaişņava Upanişad
- Mahāvākya = Atharvaveda, Yoga Upanişad
- Pajņcha-brahma = Kŗşņa Yajurveda, Şaiva Upanişad
- Prāņāgni-hotra = Kŗşņa Yajurveda, Sāmānya Upanişad
- Gopāla-tapaņi = Atharvaveda, Vaişņava Upanişad
- Kŗşņa = Atharvaveda, Vaişņava Upanişad
- Yājņyavalkya = Şukla Yajurveda, Sa.nnyāsa Upanişad
- Varāha = Kŗşņa Yajurveda, Sa.nnyāsa Upanişad
- Şātyāyani = Şukla Yajurveda, Sa.nnyāsa Upanişad
- (100) Hayagrīva = Atharvaveda, Vaişņava Upanişad
- Dattātreya = Atharvaveda, Vaişņava Upanişad
- Gāruḍa = Atharvaveda, Vaişņava Upanişad
- Kali-saņţāraņa = Kŗşņa Yajurveda, Vaişņava Upanişad
- Jābāla (Sāmaveda) = Sāmaveda, Şaiva Upanişad
- Saubhāgya = Ŗgveda, Şākta Upanişad
- Sarasvatī-rahasya = Kŗşņa Yajurveda, Şākta Upanişad
- Bahvŗcha = Ŗgveda, Şākta Upanişad
- (108) Muktika = Şukla Yajurveda, Sāmānya Upanişad

19 são do Shukla Yajurveda e têm a Shānti começando em `pūrņamada'.
- 32 Upanixades são do Kŗşna Yajurveda e têm a Shānti começando em `sahanāvavatu'.
- 16 Upanixades são do Sāmaveda e têm a Shānti começando em `āpyāyantu'.
- 31 Upanixades são do Atharvaveda e têm a Shānti começando em `bhadram-karņebhiH'.
- 10 Upanixades são do Ŗgveda e têm a Shānti começando em `vaņme-manasi'.

A lista dos 108 Upanixades pode ser encontrada em Muktika 1: 30-39. 
A classificação de cada Upanixades não é dada no Muktika.

## Mantras de Paz

### Pūrṇamadaḥ
Śāntipāṭhaḥ da Īśā e da Bṛhadāraṇyakopaniṣad — Śuklayajurveda 
॥ पूर्णमदः ॥
ॐ पूर्णमदः पूर्णमिदं पूर्णात्पुर्णमुदच्यते ।
पूर्णस्य पूर्णमादाय पूर्णमेवावशिष्यते ॥
ॐ शान्तिः शान्तिः शान्तिः ॥ हरिः ॐ ॥
oṁ pūrṇamadaḥ pūrṇamidaṁ pūrṇat pūrṇamudacyate | 
pūrṇasya pūrṇamādāya pūrṇamevāvaśiṣyate ||
oṁ śāntiḥ śāntiḥ śāntiḥ || hariḥ oṁ ||
Oṁ. Isto [o manifestado, a natureza] é Plenitude. 
Aquilo [o Ilimitado, não-manifestado] é Plenitude. 
A Plenitude que surge da Plenitude é realmente plena. 
Tirando-se a Plenitude [que é o efeito] da Plenitude 
[que é a causa], somente a Plenitude permanece. 
Que haja paz, paz, paz. Hariḥ Oṁ.

### Āpyāyantu mamāṅgāni
Śāntipāṭhaḥ da Kena, da Chāndogya e da Maitrāyaṇīyopaniṣad — Sāmaveda 
॥ आप्यायन्तु ममाङ्गानि ॥
ॐ  आप्यायन्तु ममाङ्गानि । वाक्प्राणश्च्क्षुः श्रोत्रम । 
अथो बलमिन्द्रियाणि च सर्वाणि । सर्वं ब्रह्मौपनिषदं । 
माहं ब्रह्म निराकुर्यां । मा मा ब्रह्म निराकरोत् 
अनिराकरणमस्तु अनिराकरणं मे अस्तु । तदात्मनि निरते य उपनिषत्सु धर्माः 
ते मयि सन्तु । ते मयि सन्तु ॥
ॐ शान्तिः शान्तिः शान्तिः ॥
oṁ āpyāyantu mamāṅgāni  | vākprāṇaścakṣuḥ śrotram |
atho balam indriyāṇi ca sarvāṇi | sarvaṁ brahmaupaniṣadam |
māhaṁ brahma nirākuryām |
mā mā brahma nirākarot anirākāraṇamastu anirākāraṇaṁ me astu |
tadātmani nirate ya upaniṣatsu dharmāḥ | te mayi santu | te mayi santu ||
oṁ śāntiḥ śāntiḥ śāntiḥ ||
Que as partes [do meu corpo], como a fala, os olhos e os ouvidos, a força e todos os demais órgãos, sejam eficientes. Tudo é Brahman, [revelam] as Upaniṣads. 
Que “eu” [i.e., o ego,] não rejeite Brahman. Que Brahman não “me” rejeite. Que não haja rejeição de Brahman da minha parte. Que não haja rejeição de mim por Brahman. 
Que todos os valores e atitudes expostos nas Upaniṣads estejam comigo. Estou comprometido na busca do conhecimento de Brahman. Que os valores e atitudes vivam em mim. 
Oṁ. Paz. Paz. Paz.

### Saha nāvavatu
Śāntipāṭhaḥ da Kaṭha, da Taittirīya e da Śvetāśvaropaniṣad — Kṛṣṇayajurveda 
॥ सह नाववतु ॥
ॐ सह नाववतु । सह नौ भुनक्तु ।
सह वीर्यं करवावहै । तेजस्वि नावधीतमस्तु ।
मा विद्विषावहै ॥ ॐ शान्तिः शान्तिः शान्तिः ॥
oṁ saha nāvavatu | saha nau bhunaktu |
saha vīryaṁ karavāvahai |
tejasvi nāvadhītamastu |
mā vidviṣāvahai || oṁ śāntiḥ śāntiḥ śāntiḥ ||
Oṁ. Que você e eu estejamos protegidos por ele [Īśvara]. Que ele nos alimente. 
Que trabalhemos juntos com energia e vigor.  Que nosso conhecimento seja realizador. 
Que nunca confundamos os nossos papéis. Que haja paz, paz, paz.

### Bhadraṁ karṅebhiḥ
Śāntipāṭhaḥ da Praśna, da Muṇḍaka  e da Māṇḍūkyopaniṣad — Athārvaveda 
॥ भद्रं कर्णेभिः ॥
ॐ भद्रं कर्णेभिः शृणुयाम देवाः । भद्रं पश्येमाक्षभिर्यजत्राः ।
स्थिरैरङ्गैस्तुष्टुवा ग्ं सस्तनूभिः । व्यशेम देवहितं यदायुः ॥
स्वस्ति न इन्द्रो वृद्धश्रवाः । स्वस्ति नः पूषा विश्ववेदाः । 
स्वस्ति नस्तार्क्ष्यो अरिष्टनेमिः । स्वस्ति नो वृहस्पतिर्दधातु ॥ 
ॐ शान्तिः शान्तिः शान्तिः ॥
oṁ bhadraṁ karṅebhiḥ ṣṛṇuyāma devāḥ | bhadraṁ paśyemākṣabhiryajatrāḥ || 
sthirairaṅga istuṣṭuvāgṁ sastanūbhiḥ | vyaśema devahitaṁ yadāyuḥ ||
svasti na indro vṛddhaśravāḥ | svasti naḥ pūṣā viśvavedāḥ || 
svastinastārkṣyo ariṣṭanemiḥ | svasti no bṛhaspatirdadhātu || 
oṁ śāntiḥ śāntiḥ śāntiḥ  ||
Ó devas! Que possamos ouvir com nossos ouvidos aquilo que é significativo. Que possamos ver com nossos olhos o que é livre de limitação. Que saibamos reverenciar o Ser com as palavras de sabedoria dos Vedas (tanūbhiḥ). Que possamos viver uma vida plena (ayuḥ), com firmeza em todas as partes do corpo (sthirairaṅga). 
Que Indra, de grande fama, nos abençoe com aquilo que é auspicioso. Que o Sol, que é Todo-o-Conhecimento (Pūṣā Viśvavedāḥ), nos abençoe com aquilo que é auspicioso. Que Garuḍa (Ariṣṭanemi), que voa livremente no espaço, nos abençoe com aquilo que é auspicioso. Que Bṛhaspati  (o guru), de grande inteligência, nos abençoe com aquilo que é auspicioso. 
Oṁ. Paz, paz paz.

### Śaṅno mitraḥ
Śāntipāṭhaḥ da Taittīriyopaniṣad — Kṛṣṇayajurveda
॥ शंनो मित्रः॥
ॐ शंनो मित्रः शं वरुणः । शंनो भवत्वर्यमा ।
शंन इन्द्रो बृहस्पतिः । शंनो विष्णुरुरुक्रमः ।
नमो ब्रह्मणे । नमस्ते वायो । त्वमेव प्रत्यक्षं ब्रह्मासि ।
त्वामेव प्रत्यक्षं ब्रह्म वदिष्यामि । ॠतं वदिष्यामि । 
सत्यं वदिष्यामि । तन्मामवतु । तद्वक्तारमवतु । अवतु माम् । 
अवतु वक्तारम् ॥ ॐ शान्तिः शान्तिः शान्तिः ॥
oṁ śaṅno mitra śaṁ varuṇaḥ | śaṅno bhavatvaryamā | śaṅna indro bṛhaspatiḥ | śaṅno viṣṇururukramaḥ |
namo brahmaṇe | namaste vāyo | tvameva pratyakṣaṁ brahmāsi | tvameva pratyakṣaṁ brahma vadiṣyāmi | ṛtam vadiṣyāmi | 
satyaṁ vadiṣyāmi | tanmāmavatu | tadvaktāramavatu |  avatu mām | avatu vaktāram || Oṁ śāntiḥ śāntiḥ śāntiḥ ||
Oṁ. Que tenhamos a benção de Mitra [a amizade e o prāṇa]. Que tenhamos a benção de Varuṇa [a noite e o apāna].
Que tenhamos a benção do honorável Āryama [o Sol e a luz do conhecimento].
Que tenhamos a benção de Indra [a força]. Que tenhamos a benção de Bṛhaspati [o mestre].
Que tenhamos a benção de Viṣṇu, o dos Longos Passos [a Consciência, a sustentação]. Saudações ao Ilimitado.
Saudações a Vāyu [a força da vida]: você é, de fato, Brahman manifestado, [a Presença que sustenta a vida].
Digo que, de fato, você é Brahman, o Ser Ilimitado. Que possamos ver ṛtam, [discernir a Verdade do relativo]. 
Que possamos ver satyam, [aquilo que não pode ser negado]. Que essa [Consciência Ilimitada] me proteja [tanmamavatu].
Que aquele que fala, [o professor], tenha igualmente essa proteção [tad vaktāram avatu]. Proteja-me [avatumam]. 
Proteja o professor [avatu vaktāram]. Oṁ paz, paz, paz.

## Traduções das Upaniṣads em português
- As Upaniṣads do Ṛgveda em português
- Amṛtabindu Upaniṣad em português
- Īśopaniṣad em português
- Kaṭhopaniṣad em português
- Kenopaniṣad em português
- Māṇḍūkyopaniṣad em português